# Spazio sovramesocolico
In anatomia umana lo spazio sovramesocolico è una parte della cavità addominale. È delimitato inferiormente dal mesocolon trasverso, che si ancora alla parete addominale posteriore, in alto dalla cupola diaframmatica e in avanti dalla cavità previscerale. In esso sono contenuti organi come stomaco, fegato e milza.